# Thera variata subsp. bellisi
Thera variata subsp. bellisi là một phân loài bướm đêm thuộc họ Geometridae.